# Microtecnología
La microtecnología es tecnología con características cercanas a un micrómetro (una millonésima parte de un metro, o 10 −6 metros, o 1 μm). Se centra en procesos físicos y químicos, así como en la producción o manipulación de estructuras con una magnitud de un micrómetro.
La microtecnología ha revolucionado numerosos campos de la ciencia y la ingeniería, y sus aplicaciones en medicina son particularmente destacables. A medida que la tecnología avanza hacia escalas cada vez más pequeñas, se han desarrollado dispositivos y sistemas con un tamaño micrométrico que ofrecen una precisión y eficiencia sin precedentes en el diagnóstico y tratamiento de enfermedades. Estos avances permiten una monitorización continua y en tiempo real de parámetros vitales, la administración dirigida de fármacos y la realización de procedimientos mínimamente invasivos con alta precisión. Desde sensores microelectromecánicos hasta microbots y sistemas implantables, la microtecnología está transformando la forma en que se gestionan y tratan las condiciones médicas, abriendo nuevas posibilidades para la personalización y mejora de la atención sanitaria.

## Desarrollo
Alrededor de 1970, los científicos descubrieron que al agrupar grandes cantidades de transistores microscópicos en un solo chip, se podían construir circuitos microelectrónicos que mejoraban drásticamente el rendimiento, la funcionalidad y la confiabilidad, todo mientras reducían los costos y aumentaban el volumen. Este desarrollo condujo a la revolución de la información. 
Más recientemente, los científicos han aprendido que no solo los dispositivos eléctricos, sino también los dispositivos mecánicos, pueden ser miniaturizados y fabricados en lotes, prometiendo los mismos beneficios para el mundo mecánico que la tecnología de circuitos integrados ha dado al mundo eléctrico. Mientras que la electrónica ahora proporciona los 'cerebros' para los sistemas y productos avanzados de hoy en día, los dispositivos micromecánicos pueden proporcionar los sensores y actuadores (ojos, oídos, manos y pies) que se conectan con el mundo exterior. 
Hoy en día, los dispositivos micromecánicos son los componentes clave en una amplia gama de productos, como bolsas de aire para automóviles, impresoras de chorro de tinta, monitores de presión arterial y sistemas de visualización de proyección. Parece claro que en un futuro no muy lejano estos dispositivos serán tan generales como la electrónica. El proceso también se ha vuelto más preciso, reduciendo las dimensiones de la tecnología al rango submicrométrico como se demostró en el caso de circuitos microeléctricos avanzados que alcanzaron menos de 20 nm.
Se han desarrollado y se utilizan varios procesos para la producción de productos microtécnicos. Para el procesamiento por separación de partículas, se han desarrollado máquinas herramienta que se caracterizan por una exactitud submicrométrica y precisión de trabajo. Se aplican los procedimientos de raspado, profundización, fresado, taladrado, esmerilado y erosionado. Las máquinas de procesamiento están equipadas con sistemas de medición especiales y las herramientas están hechas de diamante natural, por lo que, por ejemplo, las fresas más pequeñas pueden tener el diámetro de un cabello de un cabello. Con estos procedimientos y sistemas de procesamiento, se pueden producir piezas de formas geométricas complejas e incluso libres, generalmente piezas ópticas, cojinetes de precisión o cuerpos de prueba.
El proceso LIGA, que es una combinación de litografía, conformado galvánico y moldeado, ha demostrado ser particularmente adecuado para la producción a gran escala de productos de tamaño submicrométrico. Se puede utilizar para fabricar piezas de micromotores y microimpulsores, micromecanismos, dispositivos microópticos, sensores ópticos y más. El tamaño de tales productos varía desde unos pocos micrómetros hasta unos pocos milímetros. Los procedimientos de microprensado también se utilizan para la producción de micropiezas, especialmente prensado por microinyección. Por ejemplo, las partes individuales obtenidas por ese procedimiento tienen una masa de solo 0,0008 gramos, es decir, 1 kilogramo incluye 1,25 millones de partes. En micromecánica, los ensamblajes están hechos de varias partes diferentes ( heterogéneas), a menudo de diferentes materiales (polímeros, materiales cerámicos, metales y aleaciones, vidrio), por lo que se presta gran atención a los procedimientos de instalación (ensamblaje) y unión: micropegado, microsoldadura y soldadura láser.

## Sistemas microelectromecánicos

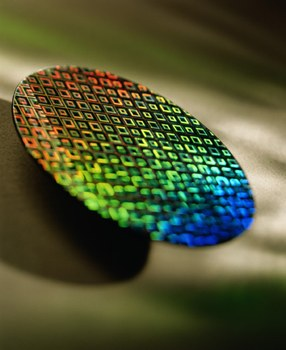
Una oblea de silicio grabada

El término MEMS, para sistemas microelectromecánicos, se acuñó en la década de 1980 para describir sistemas mecánicos nuevos y sofisticados en un chip, como motores microeléctricos, resonadores, engranajes, etc. Hoy, el término MEMS en la práctica se usa para referirse a cualquier dispositivo microscópico con una función mecánica, que puede fabricarse en un proceso por lotes (por ejemplo, una matriz de engranajes microscópicos fabricados en un microchip se consideraría un dispositivo MEMS pero un pequeño stent mecanizado con láser o componente de reloj no lo haría). En Europa, se prefiere el término MST para la Tecnología de Micro Sistemas, y en Japón los MEMS simplemente se denominan "micromáquinas". Las distinciones en estos términos son relativamente menores y a menudo se usan indistintamente. 
Aunque los procesos MEMS generalmente se clasifican en varias categorías, como el mecanizado de superficies, el mecanizado en gran cantidad, LIGA y EFAB, existen miles de procesos MEMS diferentes. Algunos producen geometrías bastante simples, mientras que otros ofrecen geometrías 3-D más complejas y más versatilidad. Una empresa que fabrica acelerómetros para bolsas de aire necesitaría un diseño y un proceso completamente diferentes para producir un acelerómetro para navegación inercial. Cambiar de un acelerómetro a otro dispositivo inercial, como un giroscopio, requiere un cambio aún mayor en el diseño y el proceso, y muy probablemente en una instalación de fabricación y un equipo de ingeniería completamente diferentes. 
La tecnología MEMS ha generado un tremendo entusiasmo, debido a la amplia gama de aplicaciones importantes donde los procesos MEMS pueden ofrecer estándares de rendimiento y confiabilidad previamente inalcanzables. En una era donde todo debe ser más pequeño, más rápido y más barato, MEMS ofrece una solución convincente. MEMS ya ha tenido un profundo impacto en ciertas aplicaciones, como sensores automotrices e impresoras de inyección de tinta. La industria emergente de MEMS ya es un mercado multimillonario. Se espera que crezca rápidamente y se convierta en una de las principales industrias del siglo XXI. Cahners In-Stat Group ha proyectado que las ventas de MEMS alcanzarán los 12 mil millones de dólares para el 2005. El grupo europeo NEXUS proyecta ingresos aún mayores, utilizando una definición más inclusiva de MEMS. 
La microtecnología a menudo se construye utilizando fotolitografía. Las ondas de luz se enfocan a través de una máscara en una superficie. Solidifican una película química. Las partes suaves y no expuestas de la película se eliminan. Luego, el ácido graba el material no protegido. 
El éxito más famoso de la Microtecnología es el circuito integrado. También se ha utilizado para construir micromáquinas. Como una rama de los investigadores que intentan miniaturizar aún más la microtecnología, la nanotecnología surgió en la década de 1980, particularmente después de la invención de nuevas técnicas de microscopía. Estos materiales y estructuras producidos tienen entre 1-100   nm de dimensión.

## Portadores nanotecnológicos para la quimioterapia del cáncer
La nanotecnología es un área prometedora que, en el siglo XXI, ha mostrado resultados sorprendentes. La tendencia de la investigación mundial se basa en el intento de obtener sistemas cada vez más pequeños y, por lo tanto, la nanotecnología se solapa con la microtecnología. De hecho, existen en el mercado varios productos en cuyo desarrollo han intervenido técnicas nanotecnológicas. Estos portadores incluyen sistemas vesiculares y particulados como liposomas, niosomas, transferomas, etosomas, micelas, dendrímeros y nanopartículas poliméricas, proteicas y lipídicas. También se han estudiado los conjugados polímero-fármaco y anticuerpo-fármaco.
En cuanto a la administración de fármacos citotóxicos, existen algunos casos de éxito, concretamente los basados en liposomas y nanopartículas de albúmina, que llegaron al mercado farmacéutico. Este campo de investigación puede conducir al desarrollo de sistemas sofisticados con aplicaciones multifuncionales capaces de reconocer las células cancerosas y administrar fármacos al tejido diana, lo que se traduce en una mayor eficacia y menos efectos adversos.
Estos medicamentos aprobados por el mercado representan un hito no sólo para la tecnología de administración de fármacos liposomal o basada en albúmina, sino también para la nanomedicina. Los estudios in vitro e in vivo realizados en modelos celulares y animales han arrojado resultados muy prometedores. Así pues, con el estado actual de los conocimientos es importante pensar en términos de escalado, para permitir que los medicamentos disponibles sean más eficaces y seguros para los pacientes.

## Uso de microtecnología en medicina
La microtecnología,  ha tenido un impacto significativo en el campo de la medicina. Estos avances permiten la creación de herramientas extremadamente precisas y pequeñas, lo que mejora tanto la precisión como la eficacia de los tratamientos médicos.

### Dispositivos de Diagnóstico
- Sensores Microelectromecánicos (MEMS)

Los sensores MEMS son dispositivos miniaturizados que pueden detectar cambios físicos como presión, temperatura, o la presencia de sustancias químicas. Se utilizan en monitores de glucosa, sensores de presión arterial y sistemas de análisis de fluidos corporales. Permiten la monitorización continua y en tiempo real de diversas condiciones de salud.
- Microcámaras

Son cámaras extremadamente pequeñas que se integran en endoscopios y otros dispositivos de imagen médica. Permiten la visualización detallada del interior del cuerpo, como en la endoscopia gastrointestinal, sin la necesidad de procedimientos invasivos extensos.

### Terapias y Tratamientos
- Microesferas y Nanopartículas

Son pequeñas partículas que pueden ser cargadas con medicamentos y dirigidas a áreas específicas del cuerpo. Son utilizadas en la liberación controlada de fármacos, permitiendo una administración más precisa y reduciendo los efectos secundarios. También se utilizan en tratamientos de cáncer para entregar agentes terapéuticos directamente a las células tumorales.
- Microbots y Dispositivos Implantables

Son Robots y dispositivos extremadamente pequeños que se pueden implantar en el cuerpo o ingresar a través de procedimientos mínimamente invasivos. Realizan tareas como la liberación de medicamentos en sitios específicos, el monitoreo de signos vitales y la realización de procedimientos quirúrgicos menores.

### Diagnóstico y Monitoreo en Tiempo Real
- Sistemas de Monitorización Continua

Son dispositivos que utilizan microtecnología para medir parámetros fisiológicos de manera continua. Incluyen monitores de glucosa implantables, sensores de presión intracraneal, y dispositivos de monitoreo del ritmo cardíaco. Estos sistemas permiten la detección temprana de problemas de salud y el ajuste inmediato del tratamiento.
- Chips de Diagnóstico

Son chips microelectrónicos que pueden realizar múltiples pruebas diagnósticas en una sola muestra de fluidos corporales. Son utilizados en la prueba rápida de enfermedades y en análisis complejos de biomarcadores. Facilitan el diagnóstico rápido y preciso de diversas condiciones médicas.

### Microcirugía y Procedimientos Mínimamente Invasivos
- Instrumentos de Microcirugía

Son herramientas quirúrgicas diseñadas para realizar procedimientos en escalas micrométricas con gran precisión. Son utilizadas en la cirugía ocular, neurocirugía y otras especialidades donde se requiere una alta precisión para evitar daños a tejidos delicados.
- Técnicas de Imágenes Avanzadas

Técnicas que utilizan microtecnología para mejorar la resolución y la precisión de las imágenes médicas. Incluyen imágenes por resonancia magnética (IRM) de alta resolución y técnicas de imagenología óptica. Mejoran la capacidad para diagnosticar y tratar condiciones con alta precisión.

### Avances en Biomateriales
- Microestructuras para Ingeniería de Tejidos

Son biomateriales con estructuras a escala micrométrica que se utilizan en la ingeniería de tejidos para cultivar células y tejidos artificiales. Son empleados en la creación de andamios para el crecimiento celular y en la regeneración de tejidos dañados, así como en implantes biocompatibles.
- Microelectrodos

Electrodos diminutos que se utilizan para estimular o registrar señales eléctricas en tejidos biológicos. Son utilizados en dispositivos de estimulación neuromuscular y en la investigación neurocientífica para entender mejor la actividad cerebral y las enfermedades neuromusculares.

## Artículos construidos a nivel microscópico
Los siguientes elementos se han construido en una escala de 1 micrómetro utilizando fotolitografía: 
- Electrónica : 
  - alambres
  - resistencias
  - transistores
  - válvulas termionicas
  - diodos
  - sensores
  - condensadores
- Maquinaria : 
  - motores eléctricos
  - engranajes
  - palancas
  - cojinetes
  - bisagras
- Lógica fluídica : 
  - válvulas
  - canales
  - bombas
  - turbinas

## Motores fabricados con microtecnología
Los motores fabricados con microtecnología, también conocidos como microactuadores, son dispositivos muy pequeños que se utilizan para convertir energía en movimiento mecánico a una escala microscópica. Los motores fabricados con microtecnología representan un avance significativo en la miniaturización y precisión de los actuadores, facilitando la creación de dispositivos más eficientes, compactos y precisos en diversas aplicaciones industriales y de consumo. Algunas de sus principales características son:
Tamaño reducido: Son extremadamente pequeños, con dimensiones que pueden estar en el rango de micrómetros o milímetros. Esto permite integrarlos fácilmente en sistemas miniaturizados y dispositivos electrónicos.
Alta precisión: Debido a su tamaño diminuto, estos motores pueden controlar el movimiento con una precisión excepcional. Esto los hace ideales para aplicaciones donde se requiere ajustes muy finos y exactos.
Bajo consumo de energía: La microtecnología permite diseñar motores que consumen cantidades mínimas de energía, lo cual es crucial para dispositivos portátiles, sensores autónomos y otros dispositivos que operan con baterías.
Rapidez en la respuesta: A pesar de su tamaño, los motores microtecnológicos pueden tener una respuesta rápida y eficiente, lo cual es esencial para aplicaciones como sistemas de enfoque automático en cámaras, actuadores en microrrobótica, etc.
Diversidad de materiales y métodos de fabricación: Se pueden fabricar utilizando una variedad de materiales, incluidos polímeros, metales y cerámicas. Además, los métodos de fabricación pueden incluir técnicas avanzadas como litografía, deposición química vapor (CVD), electroformado, entre otros.
Aplicaciones multifacéticas: Los motores microtecnológicos se utilizan en una amplia gama de aplicaciones, desde la industria médica (para dispositivos implantables y herramientas quirúrgicas) hasta la electrónica de consumo (en teléfonos móviles y cámaras digitales) y la industria automotriz (en sistemas de control de motor y ajuste de espejos).